# 이원술
이원술(李元術, 1973년 11월 19일 - )은 대한민국의 기업인이다.
손노리 이원술은 대한민국 게임 역사의 주요 인물로 어스토니시아 스토리, 다크사이드 스토리, 포가튼사가, 강철제국, 악튜러스, 화이트데이 등의 게임 타이틀을 개발했다. 대부분의 개발자들이 자신의 전문 분야 개발에 주력하는 것과는 달리 이원술은 RPG, 시뮬레이션, 어드벤처, 액션 등 다양한 게임 장르를 개발해 스타 개발자 반열에 올랐다. 하지만, 국내 패키지 시장의 침체와 ‘스타이리아’의 참패로 힘든 시기를 보냈다. 최근 이원술의 대표작 ‘어스토니시아 스토리’를 원작으로 하는 ‘어스토니시아 온라인’의 개발, 올해 2월 1차 CBT를 실시했다. 이원술은 창의적인 게임 플레이를 지향하는 개발자로 한때, 온라인게임을 혐오했던 것으로 유명하다. 로커스 홀딩스에서 분사 당시 이원술 대표를 중심으로 한 패키지 개발과 서관희 현 엔트리브 이사 중심의 온라인 개발이 나뉜 일화로 유명하다.

## 학력사항
- 1992년 ~ 1997년 - 건국대학교 기계설계학과 학사.

## 경력사항
- 1993년 ~ 1994년 - 소프트라이, PC 패키지 게임 ‘어스토니시아 스토리’ 개발
- 1994년 ~ 1995년 - 데니암, PC 패키지 게임 ‘다크사이드 스토리’ 개발
- 1996년 ~ 1997년 - 판타그램, PC 패키지 게임 ‘포가튼 사가’ 개발
- 1998년 ~ 2001년 - 손노리 법인설립 및 대표이사 역임
- 2001년 ~ 2003년 - 플레너스 손노리 게임사업본부장 역임
- 2007년 ~ 현재 - 손노리 대표이사, 플레디스엔터테인먼트 대표 이사.